# Dennis Daugaard
Dennis Martin Daugaard, né le 11 juin 1953 à Garretson (Dakota du Sud), est un homme politique américain. Membre du Parti républicain, il est élu au Sénat du Dakota du Sud de 1997 à 2003 puis lieutenant-gouverneur du Dakota du Sud de 2003 à 2011 et enfin gouverneur de 2011 à 2019.  
Il est le premier enfant entendant de parents sourds à avoir été à la tête de l'exécutif d'un État américain.  

## Biographie

### Enfance
Les parents de Dennis Daugaard sont sourds, la langue des signes étant alors la principale forme de communication dans le foyer. Il a des origines danoises.

### Débuts en politique
Élu au Sénat du Dakota du Sud de 1997 à 2003 pour le 9e district de l'État, il devient lieutenant-gouverneur du Dakota du Sud au côté du gouverneur Mike Rounds à la suite des élections de 2002. Le ticket est réélu lors des élections de 2006. Durant ses huit ans de mandat, Daugaard occupe le poste à temps partiel comme ses deux prédécesseurs.

### Gouverneur du Dakota du Sud

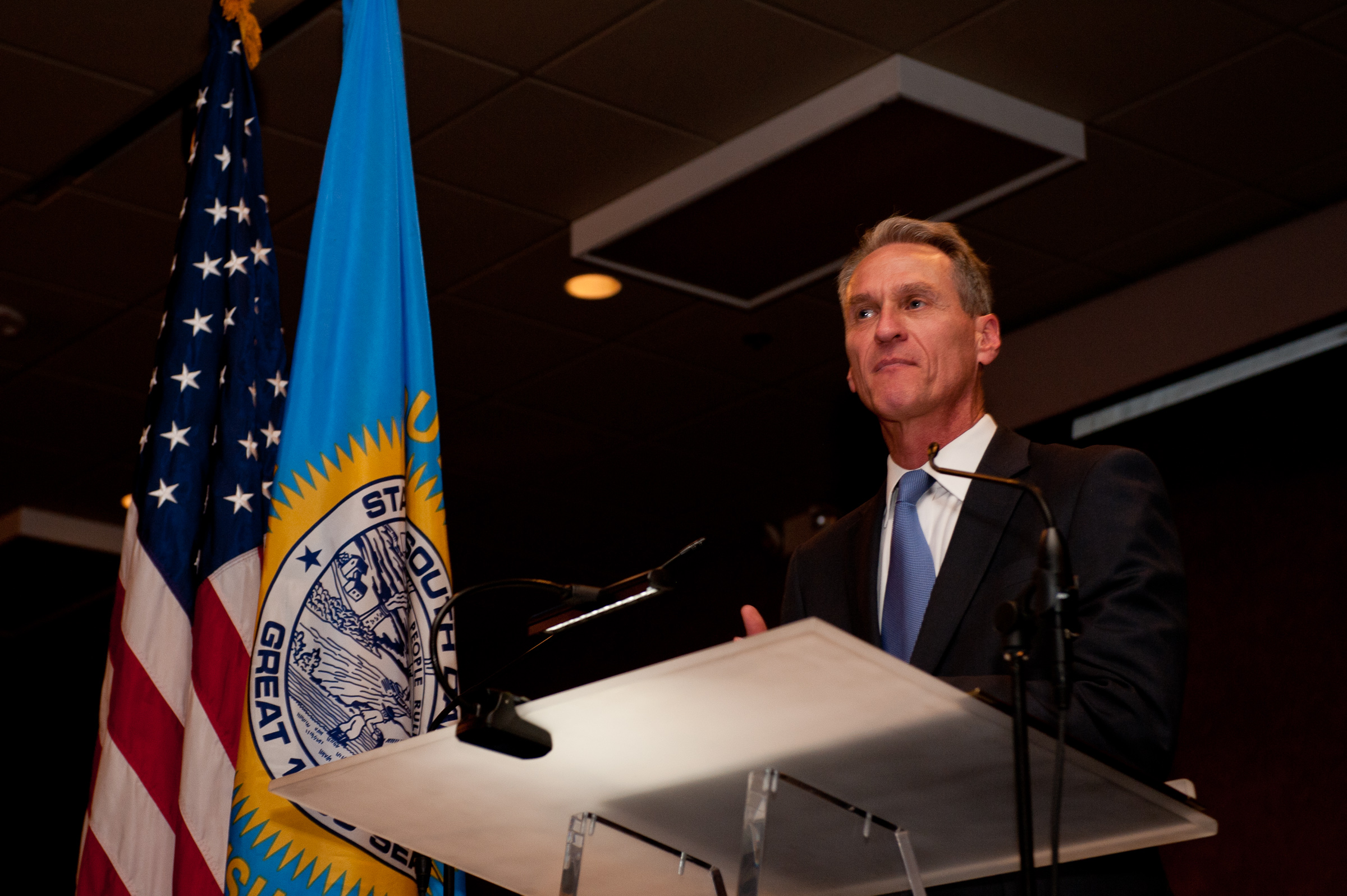
Dennis Daugaard en 2012.

En 2010, Rounds ne peut pas se représenter au poste de gouverneur. Daugaard se présente à sa succession et reçoit son soutien. Il remporte la primaire républicaine avec un peu plus de la moitié des suffrages, devant l'ancien maire de Brookings Scott Munsterman (18 %), les sénateurs d'État Dave Knudson (16 %) et Gordon Howie (12 %) ainsi que le rancher Ken Knuppe. L'élection de novembre donne une nette victoire à Daugaard face au démocrate Scott Heidepriem. Les résultats définitifs accordent en effet 61,5 % des voix au candidat républicain et à son lieutenant-gouverneur, l'ancien président de la Chambre des représentants du Dakota du Sud Matt Michels. Seuls 9 comtés de l'État ne leur accordent pas la majorité de leurs voix. Durant son premier mandat, il réduit drastiquement les dépenses pour équilibrer le budget de l'État et supervise une réforme bipartisane du système judiciaire.
Daugaard est triomphalement réélu lors des élections de 2014, rassemblant plus de 70 % des suffrages face à la démocrate Susan Wismer et à l'indépendant Mike Myers.